# Zhou Mi (Literat)
Zhou Mi 周密 (* 1232; † 1298) war ein Literat der Zeit der frühen Herrschaft der Yuan-Dynastie in China.
Das Wulin jiushi  武林旧事 (» Vergangenes aus Hangzhou«) enthält seine Erinnerungen an Lin’an (临安) (das ist Wulin (武林) sowie das heutige Hangzhou), die Hauptstadt der Südlichen Song-Dynastie vor der Mongolen-Invasion.
Sein Yunyan guoyan lu wurde von Ankeney Weitz unter dem Titel Zhou Mi's Record of Clouds and Mist Passing before One's Eyes ins Englische übersetzt (Leiden 2002).

## Werke und Ausgaben
(HYDZD-Bibliographie, Nummern 1150–1155)
- Caochuang ci草窗词 (Zhubuzuzhai congshu 知不足斋丛书)
- Qidong yeyu 齐东野语 (Zhonghua shuju 1983)
- Wulin jiushi 武林旧事 (Zhubuzuzhai congshu 知不足斋丛书)
- Guixin zashi 癸辛杂识 (Jindai bishu 津逮秘书)
- Haoranzhai shiting sha 浩然斋视听沙  (Shuofu 说郛 (Wanweishantang-Ausgabe 宛委山堂本))
- Zhiyatang zachao 志雅堂杂抄  (Shuofu 说郛 (Wanweishantang-Ausgabe 宛委山堂本))

| Personendaten    | Personendaten                                                     |
| ---------------- | ----------------------------------------------------------------- |
| NAME             | Zhou Mi                                                           |
| KURZBESCHREIBUNG | Literat der Zeit der frühen Herrschaft der Yuan-Dynastie in China |
| GEBURTSDATUM     | 1232                                                              |
| STERBEDATUM      | 1298                                                              |